# Identidade de Ward-Takahashi
Na teoria quântica de campos, uma identidade de Ward-Takahashi é uma identidade entre funções de correlação que decorre das simetrias globais ou de calibre da teoria e que permanece válida após a renormalização.  A identidade de Ward-Takahashi da eletrodinâmica quântica foi originalmente usada por John Clive Ward e Yasushi Takahashi para relacionar a renormalização da função de onda do elétron ao seu fator de renormalização de vértices, garantindo o cancelamento da divergência ultravioleta em todas as ordens da teoria das perturbações. Usos posteriores incluem a extensão da prova do teorema de Goldstone a todas as ordens da teoria da perturbação.
De maneira mais geral, uma identidade de Ward-Takahashi é a versão quântica da conservação de corrente clássica associada a uma simetria contínua pelo teorema de Noether.

## Identidade de Ward-Takahashi formalizada
A identidade de Ward-Takahashi aplica-se a funções de correlação no espaço de momento, que não têm necessariamente toda a sua Momenta externa na on shell. Deixe
{\displaystyle {\mathcal {M}}(k;p_{1}\cdots p_{n};q_{1}\cdots q_{n})=\epsilon _{\mu }(k){\mathcal {M}}^{\mu }(k;p_{1}\cdots p_{n};q_{1}\cdots q_{n})}
ser uma função de correlação QED envolvendo um fóton externo com momento k (onde {\displaystyle \epsilon _{\mu }(k)} é o vetor de polarização do fóton e a soma sobre {\displaystyle \mu =0,\ldots ,3} is implied), n elétrons de estado inicial com momento  {\displaystyle p_{1}\cdots p_{n}}, e n elétrons de estado final com momento {\displaystyle q_{1}\cdots q_{n}}.  Defina também {\displaystyle {\mathcal {M}}_{0}} ser a amplitude mais simples obtida pela remoção do fóton com momento k da nossa amplitude original. Então a identidade de Ward-Takahashi diz
{\displaystyle k_{\mu }{\mathcal {M}}^{\mu }(k;p_{1}\cdots p_{n};q_{1}\cdots q_{n})=e\sum _{i}\left[{\mathcal {M}}_{0}(p_{1}\cdots p_{n};q_{1}\cdots (q_{i}-k)\cdots q_{n})\right.}
{\displaystyle \left.-{\mathcal {M}}_{0}(p_{1}\cdots (p_{i}+k)\cdots p_{n};q_{1}\cdots q_{n})\right]}
onde e é a carga do elétron e tem sinal negativo.Observe que se {\displaystyle {\mathcal {M}}} tem seus elétrons externos off-shell, então as amplitudes do lado direito dessa identidade têm uma partícula externa off-shell e, portanto, não contribuem para os elementos da matriz S.

## Identidade de Ward
A identidade de Ward é uma especialização da identidade Ward-Takahashi para elementos da matriz S, que descrevem processos de dispersão fisicamente possíveis e, portanto, têm todas as suas partículas externas on-shell.  Novamente deixe {\displaystyle {\mathcal {M}}(k)=\epsilon _{\mu }(k){\mathcal {M}}^{\mu }(k)} ser a amplitude de algum processo QED envolvendo um fóton externo com impulso {\displaystyle k}, onde {\displaystyle \epsilon _{\mu }(k)} é o vetor de  polarização do fóton. Então a identidade da ala diz:
{\displaystyle k_{\mu }{\mathcal {M}}^{\mu }(k)=0}
Fisicamente, o que essa identidade significa é a polarização longitudinal do fóton que surge no gauge ξ é anti-físico e desaparece da matriz S.
Exemplos de seu uso incluem a restrição da estrutura tensorial da polarização do vácuo e da função de vértice de elétrons no QED.